# Phình Giàng
Phình Giàng là một xã thuộc huyện Điện Biên Đông, tỉnh Điện Biên, Việt Nam.

## Địa lý
Xã Phình Giàng có vị trí địa lý:
- Phía đông giáp xã Háng Lìa và xã Tìa Dình
- Phía tây giáp huyện Điện Biên
- Phía nam giáp xã Pú Hồng
- Phía bắc giáp xã Keo Lôm và xã Phì Nhừ.

Xã Phình Giàng có diện tích 104 km², dân số năm 2022 là 4.128 người, mật độ dân số đạt 39 người/km².

## Hành chính
Xã Phình Giàng được chia thành 9 thôn, bản.

## Lịch sử
Ngày 5 tháng 7 năm 1975, Bộ trưởng ban hành Quyết định số 232-BT về việc thành lập xã Keo Lôm trên cơ sở 5 bản: Sư Lư, Keo Lôm, Huổi Húa A, Huổi Húa B, Huổi Xa của xã Phình Giàng.
Xã Phình Giàng còn lại 13 bản: Sam Va, Phì Cao, Phì Cấu, Phì Xua, Phá Khẩu, Nặm Nèn A, Nặm Nèn B, Mường Tem, Nậm Ma, Pú Hồng, Huổi Có, Cảnh Lay, Huổi Dúa.
Ngày 7 tháng 10 năm 1995, Chính phủ ban hành Nghị định số 59-CP về việc chuyển xã Phình Giang thuộc huyện Điện Biên về huyện Điện Biên Đông mới thành lập quản lý.
Ngày 6 tháng 6 năm 2005, Chính phủ ban hành Nghị định số 72/2005/NĐ-CP về việc thành lập xã Pú Hồng trên cơ sở 12.650 ha diện tích tự nhiên và 3.443 nhân khẩu của xã Phình Giàng.
Sau khi điều chỉnh địa giới hành chính, xã Phình Giàng còn lại 10.420 ha diện tích tự nhiên và 2.940 nhân khẩu.
Ngày 10 tháng 7 năm 2019, HĐND tỉnh Điện Biên ban hành Nghị quyết số 116/NQ-HĐND về việc:
- Thành lập bản Phì Xua trên cơ sở bản Phì Xua A và bản Phì Xua B.
- Sáp nhập thôn Pà Lâu vào bản Xa Vua A.
- Sáp nhập bản Xa Vua C vào bản Xa Vua B.